# Équipe d'Islande de football
Cet article traite de l'équipe masculine. Pour l'équipe féminine, voir Équipe d'Islande féminine de football.
Maillots
L'équipe d'Islande de football (en islandais : Knattspyrnusamband Íslands) est la sélection de joueurs de football de nationalité islandaise représentant leur pays lors des compétitions internationales sous l'égide de la Fédération d'Islande de football. Ses joueurs sont surnommés « Strákarnir okkar », nos garçons en français.
L'équipe nationale dispute la première rencontre de son histoire en 1930 face aux îles Féroé, match remporté sur le score de un but à zéro. À la suite de l'affiliation de la fédération à la FIFA en 1947 puis à l'UEFA en 1954, la sélection s'engage pour la première fois dans les éliminatoires d'une Coupe du monde en 1957.
Qualifiée pour sa première phase finale d'une compétition internationale à l'occasion de l'Euro 2016, l'équipe dispute ses rencontres à domicile au Laugardalsvöllur, stade de 15 000 places, construit en 1958 et situé dans la capitale, Reykjavik. Elle est entraînée entre 2012 et 2016 par le Suédois Lars Lagerbäck et son adjoint, Heimir Hallgrímsson, qui prend seul les rênes de la sélection au terme de l'Euro 2016. Les Islandais qui ont atteint les quarts de finale de l'Euro 2016, ont terminé l'année au 21e rang du Classement FIFA. La sélection obtient par la suite sa première qualification en Coupe du monde à l'occasion de l'édition 2018 et devient le premier pays avec moins d'un million d'habitants à s'y qualifier.

## Histoire

### Les débuts de la sélection islandaise (1946-1958)
Le football s'implante en Islande dans les années 1910, alors que l'île est toujours sous contrôle du Danemark. Dès 1912 est créé un Championnat d'Islande de football.
Une équipe d'Islande officieuse se met en place en 1930 et affronte les Îles Féroé, autre territoire du Royaume du Danemark ; l'Islande s'impose 1-0. L'Islande proclame son indépendance totale vis-à-vis du Danemark le 17 juin 1944. Le football ne tarde pas à en profiter puisque se déroule, dès 1946 le premier match officiel de la sélection islandaise. Au Melavöllur de Reykjavik, les Islandais doivent s'incliner face au Danemark (0-3).
Hermannsson - Gíslason, K. Guðmundsson, Brynjólfsson, Ólafsson, Óskarsson - Jónasson, A. Guðmundsson - Einarsson, Helgason, Sölvason
Peu de temps après ces débuts, le 26 mars 1947, la fédération islandaise de football (Knattspyrnusamband Islands, ou KSI) est fondée, puis obtient son affiliation à la FIFA dans la foulée. Toujours en cette année 1947, Albert Guðmundsson devient le premier joueur islandais à pratiquer le football à un niveau professionnel, après avoir signé au FC Nancy. Surtout, le 24 juillet, il est le premier buteur de l'histoire de sa sélection alors qu'il inscrit un doublé lors d'un match face à la Norvège perdu 2-4. À noter que ce match voit débuter Ríkharður Jónsson, âgé de dix-huit ans, qui entame là sa longue et prolifique carrière internationale. C'est d'ailleurs lui qui, le 2 juillet 1948, sécurise la première victoire de l'Islande grâce à un doublé face à la Finlande.
Le 29 juin 1951, pour son cinquième match officiel (près de deux ans après le quatrième et une défaite face au Danemark), c'est la Suède qui se dresse face à l'Islande. Les Suédois ont, à cette époque, des joueurs redoutables qui ont remporté le tournoi de football aux Jeux olympiques de Londres en 1948 et ont terminé troisième de la Coupe du monde 1950. Côté insulaire, pour la première fois, la sélection est entraînée par un Islandais, en la personne d'Óli B. Jónsson (qui effectue là le premier de ses trois mandats), éphémère international et petit frère de Sigurjón Jónsson, l'un des pionniers de 1930. Bien que les Suédois envoient une sélection inexpérimentée, les Islandais réalisent l'exploit de remporter ce match 4 buts à 3. Le héros du match n'est autre que Ríkharður Jónsson, auteur d'un quadruplé. Il faudra attendre presque cinquante ans et un match du Championnat nordique en 2000 pour assister à une nouvelle victoire de l'Islande sur la Suède.
En cette même année 1951, l'Úrvalsdeild sacre pour la première fois un club originaire d'une ville autre que Reykjavik, l'ÍA. Emmené par ses canonniers internationaux Ríkharður Jónsson et Þórður Þórðarson (en), le jeune club met fin à l'hégémonie de la capitale et préfigure le visage de la sélection pendant la décennie à venir. L'ÍA fournit en effet à l'équipe nationale un gros contingent de joueurs, sorte de colonne vertébrale. Ainsi, lors d'un match face à la Norvège en 1954, pas moins de sept titulaires jouent pour le club d'Akranes. Lors de ce même match, le capitaine Karl Guðmundsson fête sa dixième et dernière sélection, cependant qu'il entame sa longue carrière de sélectionneur. Le brassard échoit naturellement à Ríkharður Jónsson.
Il y a, à nouveau, sept joueurs de l'ÍA dans l'équipe qui défie les États-Unis en août 1955, à l'occasion de la première confrontation face à une nation non-européenne (match remporté 3-2). Ils sont même neuf, un an plus tard, pour affronter l'Angleterre amateur, qui s'impose trois buts à deux.
Ce match face aux Britanniques est le quinzième de la sélection islandaise, après dix ans d'existence. À l'aube de ses premiers matchs à enjeu, le bilan est de quatre victoires et onze défaites, vingt-trois buts marqués et quarante-trois buts encaissés.
Car, pour son seizième match, l'Islande prend part au tour préliminaire de la Coupe du monde 1958, sa première expérience en compétition officielle. Le 2 juin 1957, au stade Marcel-Saupin (à l'époque stade Malakoff), les Islandais sont défaits huit buts à zéro par la France d'Albert Batteux, grâce notamment à des doublés de Jean Vincent et Roger Piantoni,. Une entrée en matière délicate, confirmée trois jours plus tard par une nouvelle défaite face au troisième membre du groupe, la Belgique. Au stade du Heysel, les Diables rouges s'imposent en effet huit buts à trois, Rik Coppens, Victor Mees, Richard Orlans et Þórður Þórðarson (en) marquant chacun deux buts.
Les matchs retour ont lieu à Reykjavik trois mois plus tard, au Laugardalsvöllur, le tout nouveau stade national. Inauguré le 8 juillet 1957 lors d'un match perdu face à la Norvège, il vient remplacer le vieillissant Melavöllur, qui sera dès lors exclusivement utilisé pour diverses rencontres de clubs. Leur nouvelle enceinte n'empêche pas les insulaires de subir deux nouveaux revers: 1-5 contre la France et 2-5 contre la Belgique, en dépit de l'ouverture du score de Ríkharður Jónsson après quinze secondes de jeu. Ce dernier, qui n'a manqué que le tout premier match de la sélection depuis sa création, est par ailleurs félicité par le président de la fédération Björgvin Schram pour sa vingtième sélection et ses services rendus. Il faut noter que, non content d'être recordman de sélections, recordman de buts et capitaine, Ríkharður Jónsson est également entraîneur-joueur de l'ÍA (six fois champion sous ses ordres) et meilleur buteur du championnat (à sept reprises). Au reste, l'Islande termine dernière du groupe tandis que la France se qualifie pour le Mondial suédois, qu'elle terminera à la troisième place.
Cette première campagne de qualification a permis aux Islandais de se jauger face à de bonnes nations continentales. Mais l'année 1957 se termine avec six matchs et six défaites, et le sélectionneur écossais Alexander Weir quitte alors son poste. Il est remplacé par Óli B. Jónsson qui revient aux commandes le temps d'une rencontre face à l'Irlande amateur, la seule disputée en 1958. Ce match amical a priori anecdotique revêt tout de même une importance particulière puisqu'il voit trois joueurs honorer leurs dernières sélections. Deux joueurs de l'ÍA, le milieu de terrain aux seize sélections Guðjón Finnbogason et l'attaquant Þórður Þórðarson, alors second meilleur buteur de la sélection avec onze buts en dix-huit matchs. Mais c'est surtout la dernière apparition d'Albert Guðmundsson sous le maillot national. S'il n'a pas eu la carrière en sélection qu'il méritait (six capes seulement), Monsieur Albert, son surnom en France,, demeure une légende du football islandais.
D'une manière plus générale, c'est la fin d'une certaine époque, celle de l'omniprésence des joueurs de l'ÍA. Car c'est désormais l'ossature du KR qui va prédominer en sélection.

### Une sélection en manque de résultats (1959-1972)
En 1959, la sélection dispute le tournoi qualificatif pour les Jeux olympiques de Rome, où l'Islande affronte les sélections danoise et norvégienne. Avec sept joueurs du KR au coup d'envoi, l'Islande ne peut empêcher le Danemark de remporter le premier match 2-4, malgré les débuts réussis de Þórólfur Beck qui inscrit un but. Lors du second match, l'Islande s'impose 1-0 face à la Norvège, devant les 11 000 spectateurs du Laugardalsvöllur, grâce à un but tardif de Ríkharður Jónsson. Il s'agit de la première victoire depuis quatre ans. Les hommes de Karl Guðmundsson terminent le tournoi par un match nul contre le Danemark puis une défaite face à la Norvège, ce qui les classe à la deuxième place.
En 1960, non qualifiée pour le premier Euro, l'Islande ne dispute que des matchs amicaux, tous perdus à l'exception d'une victoire 4-3 face aux Pays-Bas amateur[réf. nécessaire]. En 1962, les Islandais prennent part aux éliminatoires de l'Euro 1964. Après ceux de la Coupe du monde 1958, il s'agit de leur seconde participation à des éliminatoires. À cette époque, les équipes s'affrontent en matchs aller-retour afin d'accéder au tour suivant. L'Islande se retrouve opposée à l'Irlande dont tous les joueurs évoluent en championnat d'Angleterre. À l'aller, les Islandais s'inclinent 4-2, livrant une prestation de haut vol au Dalymount Park de Dublin[réf. nécessaire]. Le président de la fédération d'alors, Björgvin Schram, déclare à la radio après le match que ses compatriotes « se sont battus comme des héros ». Son fils Ellert B. Schram, l'expérimenté gardien Helgi Daníelsson, et le défenseur Hörður Felixson sont salués pour leurs performances par le capitaine irlandais Charles Hurley. Axel Einarsson, le reporter dépêché par le Morgunblaðið, félicite en plus des trois précités Þórólfur Beck ainsi que Ríkharður Jónsson, auteur des deux buts islandais et entraîneur adjoint de la sélection, convenant du fait qu'un match nul et même une victoire n'auraient pas été immérités. Le match retour a lieu quelques semaines plus tard et vient confirmer l'excellente tenue de l'équipe de Karl Guðmundsson, qui obtient un match nul 1-1 à Reykjavik.
En dépit de cette belle performance, il faudra attendre dix ans pour revoir l'Islande s'inscrire à un tournoi qualificatif de l'UEFA ou de la FIFA.
Au sortir des qualifications de l'Euro, les Islandais enchaînent néanmoins par d'autres matchs à enjeu au travers du tournoi qualificatif pour les Jeux olympiques de Tokyo. En septembre 1963, opposée à l'équipe de Grande-Bretagne olympique, l'Islande est balayée sur ses terres 6-0 au match aller, puis 4-0 au match retour, de grosses désillusions après les promesses entrevues face à l'Irlande. Pour autant, cette dernière rencontre revêt un caractère spécial. En effet, parmi les huit joueurs du KR qui débutent la rencontre se trouvent les trois frères Felixson, Hörður, Bjarni et Gunnar. C'est la seule occurrence répertoriée où trois frères jouent ensemble sous le maillot bleu. Si tous comptent plusieurs sélections, ils ne rejoueront jamais tous les trois en même temps. Les années suivantes, tandis que les clubs islandais fêtent leur première participation en coupe d'Europe (honneur au KR de l'incontournable Karl Guðmundsson en 1964 en Coupe des clubs champions), la sélection collectionne les matchs amicaux. Le 10 août 1964, l'Islande affronte les Bermudes à l'occasion du tout premier match officiel de la sélection nord-américaine. Deux doublés d'Ellert Schram et du désormais joueur des Rangers (transfert le plus cher de l'histoire du club à l'époque) Þórólfur Beck sécurisent la victoire de l'Islande quatre buts à trois.
Au milieu des années 1960, les plus anciens s'effacent peu à peu, à l'image de Sveinn Teitsson qui s'arrête à 23 sélections en 1964, après une défaite contre la Finlande. Puis en août 1965, après un match nul et vierge face à l'Irlande, Helgi Daníelsson et surtout Ríkharður Jónsson stoppent également leurs carrières internationales. Présents respectivement depuis 1953 et 1947, ils auront marqué de leurs empreintes la sélection islandaise, puisqu'avec eux s'en vont les deux internationaux les plus capés de l'époque (25 et 33 matchs),. Ríkharður est, en outre, le meilleur buteur de sa sélection avec 17 buts, record qui ne sera battu qu'en 2007 par Eiður Guðjohnsen. Árni Njálsson hérite du brassard pour ses quatre dernières sélections et se retire en 1967, du haut de ses 21 sélections. Pour ses derniers matchs, lui et ses compatriotes sont opposés à l'Espagne olympique lors d'une double confrontation qualificative pour les Jeux olympiques de Mexico. Les insulaires s'en sortent avec les honneurs puisqu'ils sont défaits 6-4 sur l'ensemble des deux matchs.
Mais désormais orpheline de tous ses joueurs expérimentés ainsi que du coach Karl Guðmundsson remplacé par Reynir Karlsson, l'Islande s'apprête à subir le revers le plus humiliant de son histoire, le 23 août 1967. À Copenhague, les Danois fêtent le 300e match de leur sélection en écrasant 14-2 une équipe islandaise à la dérive. Finn Laudrup, Ulrik Le Fèvre et Kresten Bjerre (en) réalisent tous trois un hat trick. Côté insulaire, en l'absence d'Ellert Schram et Þórólfur Beck, les joueurs les plus capés culminent à onze et neuf sélections, tandis que le jeune défenseur Guðni Kjartansson honore lui sa deuxième. L'année suivante, le président de la KSI Björgvin Schram quitte son poste après quatorze ans de bons et loyaux services. C'est un autre ancien joueur, le grand Albert Guðmundsson, qui lui succède. En 1969, et après vingt et un ans d'existence, la sélection islandaise dispute son cinquantième match lors d'une nouvelle rencontre face aux Bermudes qu'elle remporte 2-1. Sous les ordres du tout frais sélectionneur Ríkharður Jónsson, les insulaires marquent grâce à Ellert Schram et un nouveau venu en sélection, Matthías Hallgrímsson, le nouveau canonnier de l'ÍA qui espère marcher sur les traces de son sélectionneur. Quelques semaines plus tard, Þórólfur Beck joue son vingtième et dernier match pour l'Islande. Il se voit contraint d'arrêter le football à l'âge de 29 ans, en raison de sa santé mentale qui commence à se détériorer.
Puis, un an après, tandis que l'Islande bat la Norvège grâce à un doublé de Hermann Gunnarsson, c'est le capitaine Ellert Schram qui se retire, marquant définitivement la fin de l'ère dorée du KR.
En cette année 1971 de tournoi pré-olympique, et pour affronter l'équipe de France olympique, la sélection présente une composition hétéroclite, en ce sens que les internationaux viennent de tous les clubs du championnat local. On trouve en effet le défenseur emblématique de l'IBK Keflavik Guðni Kjartansson, celui du Fram Jóhannes Atlason et son milieu de terrain Ásgeir Elíasson, accompagnés par le milieu de l'ÍA Eyleifur Hafsteinsson et son attaquant Matthías Hallgrímsson, ainsi que deux joueurs du Valur Jóhannes Eðvaldsson et Ingi Björn Albertsson, le fils d'Albert Guðmundsson. Avec seulement deux victoires au compteur depuis 1965 (Bermudes et Norvège) et en dépit d'un nombre de matchs disputés par an en forte croissance, l'Islande réalise une performance honorable face aux Bleus de Gaston Barreau où évolue notamment Pierre Mankowski. Le match aller à Reykjavik est assez terne, se terminant par un score nul et vierge, mais le Morgunblaðið salue néanmoins la performance d'Ásgeir Elíasson et la volonté permanente de construire d'Eyleifur Hafsteinsson. Le match retour se tient dans un stade Jean-Bouin presque vide et voit la France l'emporter 1-0. Le gardien Þorbergur Atlason (qui évolue au Fram avec son frère) réalise une superbe prestation, permettant à son pays d'obtenir ce score quelque peu flatteur. L'Islande est donc éliminée et ne parvient toujours pas à gagner lors de matchs à enjeu.
Deux mois plus tard, les insulaires affrontent pour la première fois une équipe asiatique, à savoir le Japon. Les Nippons l'emportent 2-0 grâce à un doublé de Ryuichi Sugiyama, au grand dam de la presse islandaise. Le journal Timinn (en) parle même de « pure catastrophe » pour décrire le jeu de la sélection. À l'issue de ce match, le coach Ríkharður Jónsson se retire, posant un point final à une longue et riche carrière.

### Une sélection en progression (2000-2014)
L'Islande se rapproche d'une qualification en 2000 en faisant trembler notamment la France championne du monde en titre lors du premier match des phases de qualification en obtenant un résultat nul (1 à 1) à domicile le 5 septembre 1998 face aux bleus qui termineront premier de ce groupe de qualification et qui remporteront l'Euro. La formation islandaise termine quant à elle à la quatrième place de ce groupe. Elle frôle également d'un point la place de barragiste derrière l'Écosse lors des éliminatoires de l'Euro suivant (Euro 2004).
Cependant, les campagnes qualificatives suivantes seront beaucoup plus difficiles pour l'Islande qui flirtera avec les dernières places de ses groupes respectifs, notamment lors des éliminatoires pour l'Euro 2008 où en dépit de deux succès inattendus contre l'Irlande du Nord (3-0 en ouverture à l'extérieur, 2-1 à domicile au retour) et d'une résistance héroïque à l'aller comme au retour face aux Espagnols futurs lauréats de la compétition (un nul à domicile 1-1 après avoir mené au score et une courte défaite 0-1 à l'extérieur), les Strákarnir okkar essuient plusieurs autres lourdes défaites dont deux contre la Lettonie, qui s'était qualifiée à l'Euro 2004 à la surprise générale (0-4 à l'extérieur à l'aller, 2-4 à domicile au retour), et une contre le Liechtenstein (0-3 à l'extérieur au retour, après un match nul 1-1 à domicile à l'aller).
Les raisons du manque de résultat de la sélection étaient dû à l'absence de professionnels sur l'île, les Islandais jouaient au football pour le plaisir. De plus, le climat hostile où l'hiver dure huit mois n'aidait pas au développement du sport, il n'y avait que deux terrains synthétiques obligeant les footballeurs à s'entraîner sur le gravier ou dans la neige. Dans les années 2000, le football islandais va connaître une véritable révolution. Le boom économique va permettre aux autorités de créer d'importantes structures avec des terrains indoor en pelouse synthétique, ce qui a pour conséquence la pratique du football toute l'année sans se soucier des conditions météorologiques extérieures. Ces nouvelles structures poussent ainsi les jeunes à se tourner vers le sport et cela entraîne même une baisse de la consommation d'alcool et de tabac chez les adolescents.
Cette révolution des infrastructures du pays va s'accompagner d'une amélioration de la formation. Malgré un budget limité, l'accent sera mis sur la formation des entraîneurs. Ces événements aboutissent à une professionnalisation des joueurs islandais qui vont de plus en plus s'exporter dans des championnats professionnels comme la Norvège, la Suède et même l'Angleterre. L'arrivée de Lars Lagerbäck en tant que sélectionneur en 2011 va également contribuer au renouveau du football islandais. Il va permettre une amélioration du style de jeu et des entraînements, il apporte une manière de se comporter en demandant une mentalité exemplaire.
Les 15 novembre et 19 novembre 2013, l'Islande participe à ses premiers matchs de barrages pour la Coupe du monde après avoir terminé deuxième de son groupe de qualification derrière la Suisse. Le 15 novembre, sur son terrain, l'Islande fait match nul (0-0) face à l'équipe de Croatie. Au retour, en Croatie, les Islandais s'inclinent 2-0 et ne se qualifient pas pour la Coupe du monde au Brésil.

### Une génération dorée (2014-2018)

#### Euro 2016: la bonne surprise
Le 6 septembre 2015, l'Islande obtient la toute première qualification de son histoire pour une compétition majeure en se qualifiant pour l'Euro 2016 grâce à un match nul à domicile face au Kazakhstan (0-0). Dans ces éliminatoires ils battent notamment les Pays-Bas à l'aller et au retour et ne perdent que deux matchs, à l'extérieur, contre la République tchèque (2-1) et lors du dernier match contre la Turquie (1-0).
Pour son premier match de l'Euro, l'Islande obtient le match nul 1-1 contre le Portugal, futur vainqueur de la compétition. Après un match nul 1-1 contre la Hongrie et une victoire 2-1 contre l'Autriche, elle termine à une deuxième place qualificative pour les huitièmes de finale, où elle se voit confrontée à l'Angleterre qu'elle élimine de façon surprenante sur le score 2-1. Menés dès la cinquième minute avec l'ouverture de Wayne Rooney sur penalty, les Islandais égalisent deux minutes plus tard par l'intermédiaire de Ragnar Sigurðsson avant que Kolbeinn Sigþórsson ne donne l'avantage à l'Islande tandis que le score ne change plus. Elle rencontre par la suite la France, pays organisateur, en quart de finale où elle est sèchement battue sur le score de 5-2.
Les supporters islandais se font par ailleurs remarquer pour leur joie, leur amabilité et leur clapping traditionnel, repris par l'équipe de France en demi-finale contre l'Allemagne (victoire française 0-2). Le clapping déjà vu dans plusieurs variantes dans quelques clubs européens et ici utilisé pour la première fois par une sélection nationale ce qui lui donne une popularité mondiale de par l'importance de l'événement qu'est l'Euro de football, il est depuis lors beaucoup plus pratiqué.
Cette compétition marque vraiment l'aboutissement de la révolution du football islandais initiée dans les années 2000. Entre 2010 et 2016, la sélection est ainsi passée de la 112e à la 21e place au classement FIFA. À la suite de l'Euro, Lars Lagerbäck quitte ses fonctions de sélectionneur pour laisser seul en place son adjoint Heimir Hallgrímsson.

#### Coupe du monde 2018: une nation dans l'histoire
Le 9 octobre 2017, l'Islande décroche son billet pour la Coupe du monde 2018 en Russie en terminant premier de son groupe après une victoire acquise à domicile face au Kosovo lors de la dernière journée des éliminatoires (2-0). L'île rentre dans l'histoire puisqu'elle devient le plus petit pays (335 000 habitants) à se qualifier pour cette compétition, le record était auparavant détenu par Trinité-et-Tobago. Pour parvenir à cet exploit, les Islandais ont dû se défaire dans les éliminatoires de grandes nations de football comme la Croatie, l'Ukraine et la Turquie. Ils ont réussi un sans faute à domicile avec cinq victoires en cinq rencontres.
L’Islande inscrit son premier but en coupe du monde grâce à Alfreð Finnbogason le 16 juin 2018 face à l’Argentine (1-1), répliquant rapidement à l'ouverture du score de Sergio Agüero. Malgré cet exploit inaugural, l'Islande ne réussit pas à passer le premier tour. La sélection nordique est en effet défaite par le Nigeria (0-2) lors de la deuxième journée, dans un match où les Strákarnir okkar n'ont pas su concrétiser leurs temps forts en première mi-temps et sont ensuite passés au travers de leur deuxième période, symbolisée par le penalty raté par Gylfi Sigurðsson en toute fin de match. Alors que les Islandais ont encore un mince espoir de qualification lors de la troisième journée, à condition de l'emporter contre des Croates déjà assurés de disputer les huitièmes de finale, Gylfi Sigurðsson réussit cette fois son penalty, inscrivant le deuxième but de l'histoire du pays en Coupe du monde, mais les Strákarnir okkar s'inclinent d'une courte tête (1-2) et ne parviennent pas à réitérer leur épopée de 2016.

### Période de difficultés (depuis 2018)

#### Euro 2020: le passage manqué par les barrages
Après l'Euro 2016 et la Coupe du monde 2018, l'Islande était attendue pour l'Euro 2020. Cependant, l'équipe dispute juste avant la toute nouvelle Ligue des nations où elle figure dans le groupe 2 de la Ligue A avec la Suisse et la Belgique. Mais les Strákarnir okkar affichent des signaux inquiétants : l'après-Coupe du monde est difficile puisque l'Islande encaisse quatre défaites en quatre matchs, dont un lourd revers initial en Suisse (0-6) où elle fut dominée dans tous les compartiments du jeu par les Helvètes. De nombreux matchs internationaux de l'Islande furent minés par des absence à répétition de certains cadres, souvent pour cause de blessure ; tandis que la défense islandaise souvent intraitable lors de précédentes rencontres cruciales affiche de plus en plus de difficultés à remplacer ses cadres habituels par une nouvelle génération de défenseurs plus jeunes. Du fait du changement de règles finalement décidé par l'UEFA, l'Islande n'est toutefois pas reléguée en Ligue B pour l'édition 2020-2021 ; mais elle ne peut éviter une nouvelle fois la relégation en Ligue B lors de l'édition suivante où les Strákarnir okkar, présents dans le groupe 2 de la Ligue A avec la Belgique, le Danemark et l'Angleterre, essuient six défaites en autant de rencontres disputées.
Dans le groupe H des éliminatoires à l'Euro avec les champions du monde français, la Turquie, l'Albanie, l'Andorre et la Moldavie, les Islandais rassurent cependant sur le plan comptable et ne se laissent pas surprendre par les adversaires les plus modestes (Moldavie et Andorre). Ils affichent cependant plus de difficultés à l'extérieur (à l'instar du 0-6 encaissé en Suisse) et perdent trois matchs dont les deux confrontations contre les Bleus (4-0 au Stade de France et 1-0 chez eux sur un penalty après l'heure de jeu au terme d'une rencontre serrée) et une cinglante défaite à l'extérieur contre l'Albanie 4 à 2, toutefois ils continuent d'être la bête noire des Turcs en prenant 4 points sur 6 possibles et en étant la seule équipe invaincue ainsi que la seule équipe du groupe à infliger une défaite face à cette équipe. Troisièmes derrière la Turquie et la France, les Islandais jouent d'abord un barrage contre la Roumanie. Les Strákarnir okkar l'emportent sur le score de 2-1 grâce à un doublé de Gylfi Sigurðsson en première mi-temps (16eet 34e minute), malgré la réduction du score roumaine sur penalty en seconde période après consultation de la VAR et devront négocier un déplacement périlleux en Hongrie, vainqueur de son côté sur la pelouse des Bulgares (3-1) dans l'autre demi-finale de barrage. Le 12 novembre 2020 lors de la finale de barrage contre les Hongrois, malgré une ouverture du score précoce sur un coup franc direct de Gylfi Sigurðsson bien aidé par une bourde du gardien adverse Péter Gulácsi (11e minute), l'Islande concède deux buts coup sur coup en fin de match par Loïc Nego (88e minute) et Dominik Szoboszlai (92e minute) synonyme de non-participation à l'Euro 2021.

#### Qualifications à la Coupe du monde 2022: résultats en berne sur fond de scandales extra-sportifs
Les débuts des éliminatoires pour la Coupe du monde 2022 sont également totalement manqués par l'Islande qui essuie deux défaites d'entrée, à l'extérieur contre l'Allemagne (0-3) et de manière plus surprenante en Arménie (0-2). Cependant, les Strákarnir okkar se replacent dans la course grâce à une victoire 4-1 sur la pelouse du Liechtenstein combinées à des revers concomitants de la Roumanie et de l'Allemagne. La préparation cruciale des matchs de septembre ; où l'Islande a l'avantage de disputer ses trois rencontres à domicile après plusieurs matchs hors de ses bases et qui restait sur des matchs amicaux encourageants au mois de juin ; est cependant fortement perturbée par des affaires extra-sportives impliquant des joueurs majeurs de l'équipe accusés de délits sexuels,, ainsi absents pour les rencontres du mois. Ces affaires ont en outre provoqué la démission de plusieurs hauts responsables de la fédération islandaise dont son président. Dans ce contexte trouble, la Roumanie prend sa revanche sur le barrage de l'Euro perdu près d'un an plus tôt et domine les Strákarnir okkar sur le score de 2-0. Ces derniers sont ensuite contraints au match nul (2-2 après avoir été mené 0-2) contre la Macédoine du Nord avant de chuter lourdement face à l'Allemagne (0-4) et pointent à l'avant-dernière place du groupe avec 4 unités au compteur à 4 journées de la fin des éliminatoires, amoindrissant considérablement les chances islandaises de se qualifier pour la prochaine Coupe du monde. Puis l'Islande se reprend dans les deux matchs d'octobre en tenant tête à l'Arménie (1-1) qui l'avait battu 2-0 en mars puis en s'imposant largement face au Liechtenstein (4-0). Malgré cela, l'Islande est toujours cinquième de son groupe et est sur le point de se faire éliminer. Contre toute attente, elle résiste ensuite à l'extérieur face à la Roumanie malgré une très nette domination des locaux (0-0) mais est mathématiquement éliminée à une journée du terme des éliminatoires, puisque les Strákarnir okkar devaient obligatoirement remporter leurs deux dernières rencontres et espérer des faux-pas de leurs concurrents directs pour terminer deuxième du groupe.
Ces résultats sportifs affligeants sont dus à plusieurs facteurs sportifs comme extra-sportifs : renouvellement générationnel tardif des cadres habituels vieillissants, processus en partie entravé par un vivier de footballeurs restreint du fait de la démographie islandaise ; choix tactiques discutables du nouvel entraîneur peu expérimenté débouchant sur un manque d'automatismes de nouveaux joueurs peu habitués à évoluer ensemble et une absence de réelle équipe-type ; scandales d'agression sexuelle ayant écarté de fait certains des meilleurs éléments de l'équipe sous le coup d'enquêtes et entretenu la spirale négative,.

#### Euro 2024: nouvel échec de justesse en barrages
Les éliminatoires de l'Euro 2024 démarrent également mal sur le plan comptable avec une seule victoire et 3 défaites au bout de 4 journées et une avant-dernière place provisoire. L'Islande est en effet balayée en Bosnie (0-3) puis signe la plus large victoire officielle de son histoire sur le terrain du Liechtenstein (7-0). À la suite d'une longue série de mauvais résultats, le sélectionneur islandais Arnar Viðarsson est licencié et remplacé par le Norvégien Åge Hareide. Sous la houlette de son nouveau sélectionneur et après deux déplacements, l'Islande reçoit la Slovaquie et le Portugal mais ces rencontres se soldent par des défaites. Les Strákarnir okkar cèdent d'abord contre les Slovaques (1-2) sur une erreur défensive grossière avec un dégagement directement effectué sur Tomáš Suslov, auteur du deuxième but slovaque alors que les deux équipes étaient dos à dos. L'Islande réalise ensuite une prestation de meilleure facture que lors de ses précédentes sorties face au favori du groupe portugais, faisant preuve d'une très bonne organisation tactique et tenant longtemps en échec les Lusitaniens. Toutefois un but de Cristiano Ronaldo à l'occasion de sa 200e sélection, dans un premier temps refusé puis validé après intervention de la VAR tout à la fin du temps réglementaire scelle la victoire portugaise (0-1), un but intervenu peu de temps après que la formation nordique fut réduite à 10 à la suite d'un second carton jaune adressé à Willum Þór Willumsson. L'Islande termine à la quatrième place de son groupe avec un bilan décevant de 3 victoires, un nul et 6 défaites mais est éligible aux barrages grâce à sa performance en Ligue des nations. En demi-finale des barrages de la voie B, l'Islande réussit un match référence face à une équipe du top 100 au classement FIFA pour la première fois depuis plusieurs années en écartant Israël (4-1) grâce à un triplé d'Albert Guðmundsson tandis que les Israéliens ont terminé le match à 10 et raté un penalty sur 2. Lors du match décisif face à l'Ukraine, l'Islande ouvre le score par l'intermédiaire d'Albert Guðmundsson et mène à la mi-temps mais concède 2 buts en seconde période et s'incline (1-2) dans une physionomie similaire au barrage du précédent Euro perdu à Budapest contre les Hongrois.
Ensuite l'Islande connaît une Ligue des nations 2024-2025 compliquée, puisqu'elle est reléguée en Ligue C pour l'édition suivante alors qu'elle avait démarré dans la Ligue la plus élevée (Ligue A) lors des 2 premières saisons. En effet, les Strákarnir okkar terminent 3e de leur groupe juste devant le Monténégro qu'ils battent à chaque fois sur le score de 2-0 mais essuient 3 lourdes défaites (contre le Pays de Galles à l'extérieur et à 2 reprises contre la Turquie) pour un nul à domicile face aux Gallois. Cette place d'avant-dernier de groupe rend l'Islande éligible aux barrages de promotion-relégation de Ligue des nations 2024-2025 où elle est opposée au Kosovo, qui a terminé parmi les 2es de groupe de Ligue C. L'Islande perd d'abord le match aller 1-2 à Pristina et doit renverser la vapeur lors du retour à domicile, disputé en réalité sur terrain neutre au Stade Enrique-Roca de Murcie, en Espagne, en raison de travaux de rénovation au Laugardalsvöllur, qui est le seul stade islandais aux normes de l'UEFA. Privée de cet avantage et réduite à 10 au cours de la rencontre, elle s'est inclinée à nouveau 1-3 (2-5 en score cumulé) et n'a pas réussi à se maintenir en Ligue B.

## Composition

### Joueurs

#### Joueurs importants
| Rang | Sélections | Joueur                  | Carrière  | Buts |
| ---- | ---------- | ----------------------- | --------- | ---- |
| 1    | 113        | Birkir Bjarnason        | 2010-2022 | 15   |
| 2    | 107        | Aron Gunnarsson         | 2008-     | 5    |
| 3    | 104        | Rúnar Kristinsson       | 1987-2004 | 3    |
| 4    | 103        | Birkir Sævarsson        | 2007-2021 | 3    |
| 5    | 99         | Jóhann Berg Guðmundsson | 2008-     | 8    |
| 6    | 97         | Ragnar Sigurðsson       | 2007-2020 | 5    |
| 7    | 90         | Kári Árnason            | 2005-2021 | 6    |
| 8    | 89         | Hermann Hreiðarsson     | 1996-2011 | 5    |
| 9    | 88         | Eiður Guðjohnsen        | 1996-2016 | 26   |
| 10   | 83         | Gylfi Sigurðsson        | 2010-     | 27   |
| 10   | 83         | Ari Freyr Skúlason      | 2009-2021 | 0    |

| Rang | Buts | Joueur              | Carrière  | Sélections | Ratio |
| ---- | ---- | ------------------- | --------- | ---------- | ----- |
| 1    | 27   | Gylfi Sigurðsson    | 2010-     | 83         | 0,32  |
| 2    | 26   | Kolbeinn Sigþórsson | 2010-2021 | 64         | 0,41  |
| 2    | 26   | Eiður Guðjohnsen    | 1996-2006 | 88         | 0,3   |
| 4    | 18   | Alfreð Finnbogason  | 2010-2024 | 73         | 0,25  |
| 5    | 17   | Ríkharður Jónsson   | 1947-1965 | 33         | 0,52  |
| 6    | 15   | Birkir Bjarnason    | 2010-2022 | 113        | 0,13  |
| 7    | 14   | Ríkharður Daðason   | 1991-2004 | 44         | 0,32  |
| 7    | 14   | Arnór Guðjohnsen    | 1979-1997 | 73         | 0,19  |
| 9    | 13   | Þórður Guðjónsson   | 1993-2004 | 58         | 0,22  |
| 10   | 12   | Tryggvi Guðmundsson | 1997-2008 | 42         | 0,29  |
| 10   | 12   | Heiðar Helguson     | 1999-2011 | 55         | 0,22  |

Les joueurs en gras sont encore en activité.
En 1959, si la sélection change quelque peu de visage, certains cadres de l'ÍA sont toujours présents, à l'image du gardien Helgi Daníelsson, du défenseur Sveinn Teitsson ainsi que des frères Jónsson, Ríkharður et Þórður[réf. nécessaire]. Les deux joueurs du KR Þórólfur Beck, attaquant de dix-huit ans qui termine meilleur buteur avec onze buts, et Ellert B. Schram, milieu offensif d'un an son aîné, qui inscrit huit buts, intègrent l'équipe pour le tournoi pré-olympique.
En 2008, la fédération islandaise (en partenariat avec une chaîne de télévision nationale) organise un sondage pour désigner le meilleur joueur islandais de tous les temps. C'est Ásgeir Sigurvinsson qui arrive en tête, un choix déjà fait par la fédération en 2003 puisqu'elle désigne l'ancien joueur du Bayern Munich pour représenter l'Islande parmi les Joueurs en or de l'UEFA.
- Ásgeir Sigurvinsson
- Albert Guðmundsson
- Pétur Pétursson
- Eiður Guðjohnsen
- Arnór Guðjohnsen
- Rúnar Kristinsson
- Guðni Bergsson
- Ríkharður Jónsson
- Atli Eðvaldsson
- Sigurður Jónsson

### Sélectionneurs
| Entraîneur         | Période   | M  |
| ------------------ | --------- | -- |
| Anthony Knapp      | 1974-1985 | 40 |
| Sigfried Held      | 1986-1989 | 37 |
| Ásgeir Elíasson    | 1991-1995 | 35 |
| Logi Ólafsson      | 1996-2005 | 38 |
| Ólafur Jóhannesson | 2007-2011 | 39 |
| Lars Lagerbäck     | 2011-2016 | 43 |
| Arnar Viðarsson    | 2020-2023 | 31 |

## Infrastructures
| \| Reykjavik Akureyri Njarðvík Kópavogur Höfn Akranes Neskaupstaður Keflavík \| Les principales villes d'accueil de la sélection islandaise. |
| Reykjavik Akureyri Njarðvík Kópavogur Höfn Akranes Neskaupstaður Keflavík                                                                    |

Le Laugardalsvöllur, situé à Reykjavik, est de loin le stade le plus utilisé par la sélection islandaise. Inauguré en 1960 pour remplacer le Melavöllur, enceinte historique du football en Islande, il a vu plus de 300 rencontres de l'équipe nationale. Signe de la centralisation des Islandais, seuls neuf matchs ont été disputés hors de la capitale, toujours dans le cadre de rencontres amicales et la plupart du temps face aux voisins féroïens. La première rencontre hors de Reykjavik a eu lieu le 30 juin 1980 à Akureyri.
À noter que trois matchs ont eu lieu dans le Kórinn de Kópavogur, qui est une enceinte indoor de 2 000 places homologuée par la FIFA pour accueillir des rencontres internationales.
L'équipe d'Islande a disputé un match face au Groenland à Húsavík le 3 juillet 1981 mais cette rencontre n'est pas comptabilisée dans les bilans internationaux car le Groenland n'est affilié ni à la FIFA, ni à une confédération continentale.

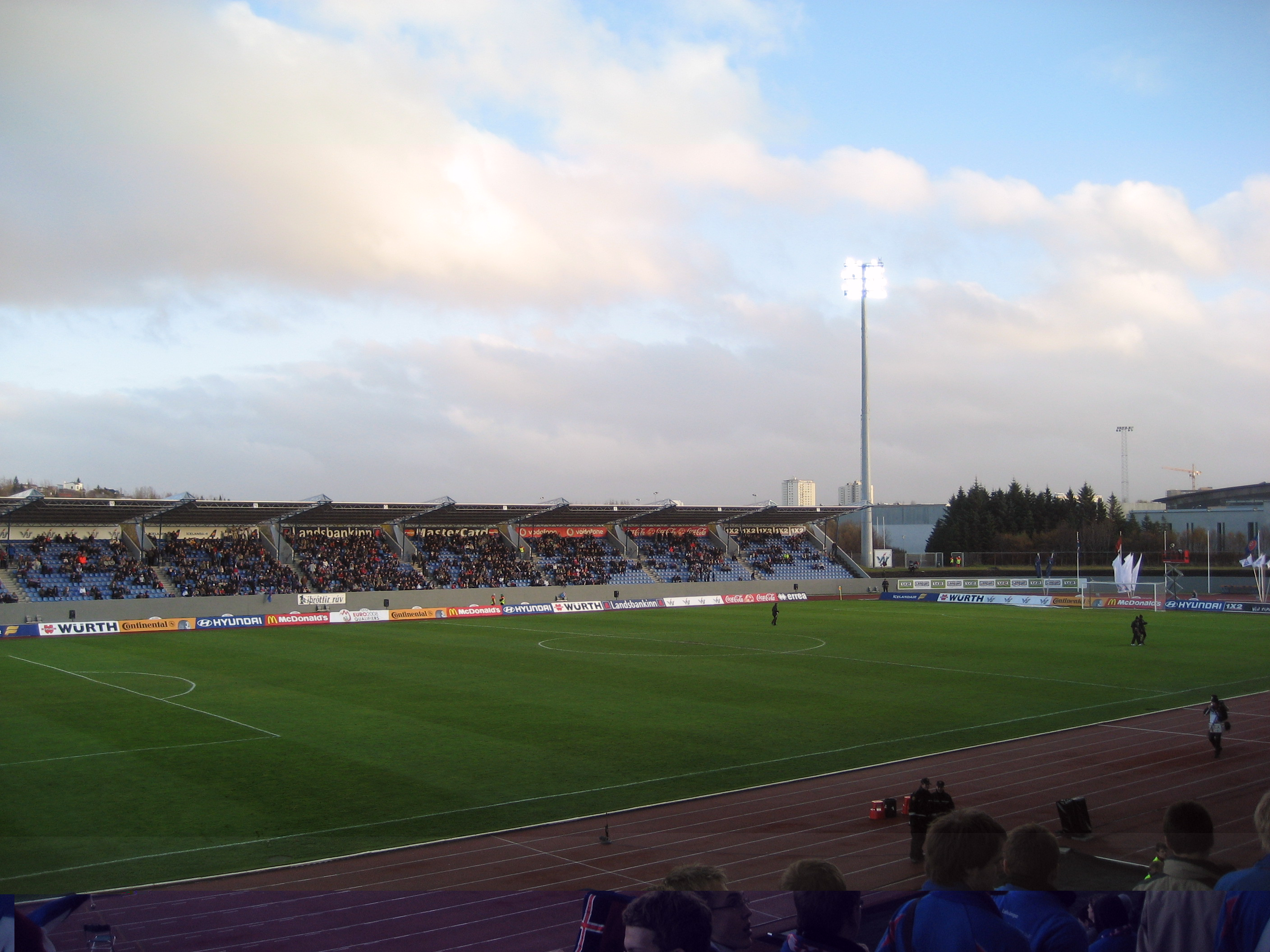
Le Laugardalsvöllur

Dans le cadre des barrages de promotion-relégation de Ligue des nations 2024-2025, l'Islande a disputé son match retour à domicile face au Kosovo sur terrain neutre au Stade Enrique-Roca de Murcie, en Espagne, en raison de travaux de rénovation au Laugardalsvöllur, qui est le seul stade islandais aux normes de l'UEFA. C'était la première fois de son histoire que l'Islande jouait un match à domicile hors de ses bases.
| Stade                        | Ville             | Nb de matchs | Date du premier match | Adversaire | Résultat | Date du dernier match | Adversaire | Résultat |
| ---------------------------- | ----------------- | ------------ | --------------------- | ---------- | -------- | --------------------- | ---------- | -------- |
| Laugardalsvöllur             | Reykjavik         | 300+         | 8 juillet 1957        | Norvège    | 0-3      | 14 octobre 2024       | Turquie    | 2-4      |
| Melavöllur                   | Reykjavik         | 17           | 17 juillet 1946       | Danemark   | 0-3      | 7 août 1956           | Angleterre | -        |
| Kórinn                       | Kópavogur         | 4            | 16 mars 2008          | Îles Féroé | 3-0      | 21 mars 2010          | Îles Féroé | 2-0      |
| Akranesvöllur                | Akranes           | 2            | 12 juillet 1985       | Îles Féroé | 1-0      | 5 juin 1996           | Chypre     | 2-1      |
| Akureyrarvöllur              | Akureyri          | 1            | 30 juin 1980          | Îles Féroé | 2-1      | -                     | -          | -        |
| Njarðvíkurvöllur             | Njarðvík          | 1            | 8 août 1983           | Îles Féroé | 6-0      | -                     | -          | -        |
| Keflavíkurvöllur             | Keflavík          | 1            | 10 juillet 1985       | Îles Féroé | 9-0      | -                     | -          | -        |
| Norðfjarðarvöllur            | Neskaupstaður     | 1            | 2 juillet 1995        | Îles Féroé | 2-0      | -                     | -          | -        |
| Sindravellir                 | Höfn              | 1            | 27 juillet 1997       | Îles Féroé | 1-0      | -                     | -          | -        |
| Stade Enrique-Roca de Murcie | Murcie ( Espagne) | 1            | 23 mars 2025          | Kosovo     | 1-3      | -                     | -          | -        |

## Résultats

### Compétitions internationales

#### Coupe du monde
| Année | Position      |      | Année         | Position |               | Année | Position |
| 1930  | Non inscrite  | 1974 | Non qualifiée | 2010     | Non qualifiée |       |          |
| 1934  | Non inscrite  | 1978 | Non qualifiée | 2014     | Non qualifiée |       |          |
| 1938  | Non inscrite  | 1982 | Non qualifiée | 2018     | 1er tour      |       |          |
| 1950  | Non inscrite  | 1986 | Non qualifiée | 2022     | Non qualifiée |       |          |
| 1954  | Non inscrite  | 1990 | Non qualifiée | 2026     | À venir       |       |          |
| 1958  | Non qualifiée | 1994 | Non qualifiée | 2030     | À venir       |       |          |
| 1962  | Non inscrite  | 1998 | Non qualifiée | 2034     | À venir       |       |          |
| 1966  | Non inscrite  | 2002 | Non qualifiée |          |               |       |          |
| 1970  | Non inscrite  | 2006 | Non qualifiée |          |               |       |          |

| Année | Résultat      | Class.        | J             | G             | N             | P             | bp            | bc            |
| ----- | ------------- | ------------- | ------------- | ------------- | ------------- | ------------- | ------------- | ------------- |
| 1930  | Non inscrit   | Non inscrit   | Non inscrit   | Non inscrit   | Non inscrit   | Non inscrit   | Non inscrit   | Non inscrit   |
| 1934  | Non inscrit   | Non inscrit   | Non inscrit   | Non inscrit   | Non inscrit   | Non inscrit   | Non inscrit   | Non inscrit   |
| 1938  | Non inscrit   | Non inscrit   | Non inscrit   | Non inscrit   | Non inscrit   | Non inscrit   | Non inscrit   | Non inscrit   |
| 1950  | Non inscrit   | Non inscrit   | Non inscrit   | Non inscrit   | Non inscrit   | Non inscrit   | Non inscrit   | Non inscrit   |
| 1954  | Non inscrit   | Non inscrit   | Non inscrit   | Non inscrit   | Non inscrit   | Non inscrit   | Non inscrit   | Non inscrit   |
| 1958  | Non qualifiée | Non qualifiée | Non qualifiée | Non qualifiée | Non qualifiée | Non qualifiée | Non qualifiée | Non qualifiée |
| 1962  | Non inscrite  | Non inscrite  | Non inscrite  | Non inscrite  | Non inscrite  | Non inscrite  | Non inscrite  | Non inscrite  |
| 1966  | Non inscrite  | Non inscrite  | Non inscrite  | Non inscrite  | Non inscrite  | Non inscrite  | Non inscrite  | Non inscrite  |
| 1970  | Non inscrite  | Non inscrite  | Non inscrite  | Non inscrite  | Non inscrite  | Non inscrite  | Non inscrite  | Non inscrite  |
| 1974  | Non qualifiée | Non qualifiée | Non qualifiée | Non qualifiée | Non qualifiée | Non qualifiée | Non qualifiée | Non qualifiée |
| 1978  | Non qualifiée | Non qualifiée | Non qualifiée | Non qualifiée | Non qualifiée | Non qualifiée | Non qualifiée | Non qualifiée |
| 1982  | Non qualifiée | Non qualifiée | Non qualifiée | Non qualifiée | Non qualifiée | Non qualifiée | Non qualifiée | Non qualifiée |
| 1986  | Non qualifiée | Non qualifiée | Non qualifiée | Non qualifiée | Non qualifiée | Non qualifiée | Non qualifiée | Non qualifiée |
| 1990  | Non qualifiée | Non qualifiée | Non qualifiée | Non qualifiée | Non qualifiée | Non qualifiée | Non qualifiée | Non qualifiée |
| 1994  | Non qualifiée | Non qualifiée | Non qualifiée | Non qualifiée | Non qualifiée | Non qualifiée | Non qualifiée | Non qualifiée |
| 1998  | Non qualifiée | Non qualifiée | Non qualifiée | Non qualifiée | Non qualifiée | Non qualifiée | Non qualifiée | Non qualifiée |
| 2002  | Non qualifiée | Non qualifiée | Non qualifiée | Non qualifiée | Non qualifiée | Non qualifiée | Non qualifiée | Non qualifiée |
| 2006  | Non qualifiée | Non qualifiée | Non qualifiée | Non qualifiée | Non qualifiée | Non qualifiée | Non qualifiée | Non qualifiée |
| 2010  | Non qualifiée | Non qualifiée | Non qualifiée | Non qualifiée | Non qualifiée | Non qualifiée | Non qualifiée | Non qualifiée |
| 2014  | Non qualifiée | Non qualifiée | Non qualifiée | Non qualifiée | Non qualifiée | Non qualifiée | Non qualifiée | Non qualifiée |
| 2018  | 1er tour      | 28e           | 3             | 0             | 1             | 2             | 2             | 5             |
| 2022  | Non qualifiée | Non qualifiée | Non qualifiée | Non qualifiée | Non qualifiée | Non qualifiée | Non qualifiée | Non qualifiée |
| 2026  | À venir       | À venir       | À venir       | À venir       | À venir       | À venir       | À venir       | À venir       |
| 2030  | À venir       | À venir       | À venir       | À venir       | À venir       | À venir       | À venir       | À venir       |
| Total | Total         | 1/22          | 3             | 0             | 1             | 2             | 2             | 5             |

#### Championnat d'Europe
| Année | Position      |      | Année         | Position |                  | Année | Position |
| 1960  | Non inscrite  | 1988 | Non qualifiée | 2016     | Quarts de finale |       |          |
| 1964  | Non qualifiée | 1992 | Non qualifiée | 2020     | Non qualifiée    |       |          |
| 1968  | Non inscrite  | 1996 | Non qualifiée | 2024     | Non qualifiée    |       |          |
| 1972  | Non inscrite  | 2000 | Non qualifiée | 2028     | À venir          |       |          |
| 1976  | Non qualifiée | 2004 | Non qualifiée | 2032     | À venir          |       |          |
| 1980  | Non qualifiée | 2008 | Non qualifiée |          |                  |       |          |
| 1984  | Non qualifiée | 2012 | Non qualifiée |          |                  |       |          |

| Année | Résultat          | J                 | G                 | N                 | P                 | bp                | bc                |
| ----- | ----------------- | ----------------- | ----------------- | ----------------- | ----------------- | ----------------- | ----------------- |
| 1960  | Non inscrit       | Non inscrit       | Non inscrit       | Non inscrit       | Non inscrit       | Non inscrit       | Non inscrit       |
| 1964  | Tour préliminaire | Tour préliminaire | Tour préliminaire | Tour préliminaire | Tour préliminaire | Tour préliminaire | Tour préliminaire |
| 1968  | Non inscrit       | Non inscrit       | Non inscrit       | Non inscrit       | Non inscrit       | Non inscrit       | Non inscrit       |
| 1972  | Non inscrit       | Non inscrit       | Non inscrit       | Non inscrit       | Non inscrit       | Non inscrit       | Non inscrit       |
| 1976  | Tour préliminaire | Tour préliminaire | Tour préliminaire | Tour préliminaire | Tour préliminaire | Tour préliminaire | Tour préliminaire |
| 1980  | Non qualifié      | Non qualifié      | Non qualifié      | Non qualifié      | Non qualifié      | Non qualifié      | Non qualifié      |
| 1984  | Non qualifiée     | Non qualifiée     | Non qualifiée     | Non qualifiée     | Non qualifiée     | Non qualifiée     | Non qualifiée     |
| 1988  | Non qualifiée     | Non qualifiée     | Non qualifiée     | Non qualifiée     | Non qualifiée     | Non qualifiée     | Non qualifiée     |
| 1992  | Non qualifiée     | Non qualifiée     | Non qualifiée     | Non qualifiée     | Non qualifiée     | Non qualifiée     | Non qualifiée     |
| 1996  | Non qualifiée     | Non qualifiée     | Non qualifiée     | Non qualifiée     | Non qualifiée     | Non qualifiée     | Non qualifiée     |
| 2000  | Non qualifiée     | Non qualifiée     | Non qualifiée     | Non qualifiée     | Non qualifiée     | Non qualifiée     | Non qualifiée     |
| 2004  | Non qualifiée     | Non qualifiée     | Non qualifiée     | Non qualifiée     | Non qualifiée     | Non qualifiée     | Non qualifiée     |
| 2008  | Non qualifiée     | Non qualifiée     | Non qualifiée     | Non qualifiée     | Non qualifiée     | Non qualifiée     | Non qualifiée     |
| 2012  | Non qualifiée     | Non qualifiée     | Non qualifiée     | Non qualifiée     | Non qualifiée     | Non qualifiée     | Non qualifiée     |
| 2016  | Quart de finale   | 5                 | 2                 | 2                 | 1                 | 8                 | 9                 |
| 2021  | Non qualifiée     | Non qualifiée     | Non qualifiée     | Non qualifiée     | Non qualifiée     | Non qualifiée     | Non qualifiée     |
| 2024  | Non qualifiée     | Non qualifiée     | Non qualifiée     | Non qualifiée     | Non qualifiée     | Non qualifiée     | Non qualifiée     |
| 2028  | À venir           | À venir           | À venir           | À venir           | À venir           | À venir           | À venir           |
| 2032  | À venir           | À venir           | À venir           | À venir           | À venir           | À venir           | À venir           |
| Total | 1/15              | 5                 | 2                 | 2                 | 1                 | 8                 | 9                 |

#### Ligue des nations
| Édition   | Ligue | Phase de Groupe | Phase de Groupe | Phase de Groupe | Phase de Groupe | Phase de Groupe | Phase de Groupe | Phase de Groupe | Phase finale | Phase finale  | Phase finale  | Phase finale  | Phase finale  | Phase finale  | Phase finale  | Phase finale  |
| Édition   | Ligue | Class.          | M               | V               | N               | D               | bp              | bc              | Pays hôte    | Résultat      | M             | V             | N             | D             | bp            | bc            |
| --------- | ----- | --------------- | --------------- | --------------- | --------------- | --------------- | --------------- | --------------- | ------------ | ------------- | ------------- | ------------- | ------------- | ------------- | ------------- | ------------- |
| 2018-2019 | A     | 3/3             | 4               | 0               | 0               | 4               | 1               | 13              | 2019         | Non qualifiée | Non qualifiée | Non qualifiée | Non qualifiée | Non qualifiée | Non qualifiée | Non qualifiée |
| 2020-2021 | A     | 4/4             | 6               | 0               | 0               | 6               | 3               | 17              | 2021         | Non qualifiée | Non qualifiée | Non qualifiée | Non qualifiée | Non qualifiée | Non qualifiée | Non qualifiée |
| 2022-2023 | B     | 2/4             | 4               | 0               | 4               | 0               | 6               | 6               | 2023         | Inéligible    | Inéligible    | Inéligible    | Inéligible    | Inéligible    | Inéligible    | Inéligible    |
| 2024-2025 | B     | 3/4             | 6               | 2               | 1               | 3               | 10              | 13              | 2025         | Inéligible    | Inéligible    | Inéligible    | Inéligible    | Inéligible    | Inéligible    | Inéligible    |
| Total     | Total | Total           | 20              | 2               | 5               | 13              | 20              | 49              | Total        | Total         | 0             | 0             | 0             | 0             | 0             | 0             |

## Statistiques

### Pays rencontrés
| N° | Adversaire           | Joués | Gagnés | Nuls | Perdus | BP  | BC  | Diff. | % Victoire |
| -- | -------------------- | ----- | ------ | ---- | ------ | --- | --- | ----- | ---------- |
| 1  | Afrique du Sud       | 3     | 2      | 1    | 0      | 6   | 1   | +5    | 66,67 %    |
| 2  | Albanie              | 9     | 4      | 2    | 3      | 12  | 11  | +1    | 44,44 %    |
| 3  | Allemagne            | 6     | 0      | 1    | 5      | 1   | 18  | -17   | 0 %        |
| 4  | Allemagne de l'Est   | 11    | 1      | 1    | 9      | 5   | 26  | -21   | 9,09 %     |
| 5  | Andorre              | 7     | 7      | 0    | 0      | 18  | 0   | +18   | 100 %      |
| 6  | Angleterre           | 6     | 2      | 1    | 3      | 5   | 13  | -8    | 33,33 %    |
| 7  | Arabie saoudite      | 6     | 1      | 2    | 3      | 3   | 6   | -3    | 16,67 %    |
| 8  | Argentine            | 1     | 0      | 1    | 0      | 1   | 1   | 0     | 0 %        |
| 9  | Arménie              | 5     | 2      | 2    | 1      | 5   | 3   | +2    | 40 %       |
| 10 | Autriche             | 4     | 1      | 2    | 1      | 4   | 4   | 0     | 25 %       |
| 11 | Azerbaïdjan          | 1     | 0      | 1    | 0      | 1   | 1   | 0     | 0 %        |
| 12 | Bahreïn              | 2     | 1      | 0    | 1      | 3   | 2   | +1    | 50 %       |
| 13 | Belgique             | 13    | 0      | 0    | 13     | 8   | 44  | -36   | 0 %        |
| 14 | Bermudes             | 4     | 3      | 0    | 1      | 12  | 7   | +5    | 75 %       |
| 15 | Biélorussie          | 1     | 0      | 0    | 1      | 0   | 2   | -2    | 0 %        |
| 16 | Bolivie              | 1     | 1      | 0    | 0      | 1   | 0   | +1    | 100 %      |
| 17 | Bosnie-Herzégovine   | 2     | 1      | 0    | 1      | 1   | 3   | -2    | 50 %       |
| 18 | Brésil               | 2     | 0      | 0    | 2      | 1   | 9   | -8    | 0 %        |
| 19 | Bulgarie             | 5     | 0      | 1    | 4      | 7   | 12  | -5    | 0 %        |
| 20 | Canada               | 4     | 2      | 2    | 0      | 5   | 3   | +2    | 50 %       |
| 21 | Chili                | 2     | 0      | 1    | 1      | 1   | 2   | -1    | 0 %        |
| 22 | Chine                | 1     | 1      | 0    | 0      | 2   | 0   | +2    | 100 %      |
| 23 | Chypre               | 7     | 3      | 3    | 1      | 6   | 3   | +3    | 42,85 %    |
| 24 | Corée du Sud         | 2     | 0      | 0    | 2      | 1   | 6   | -5    | 0 %        |
| 25 | Croatie              | 7     | 1      | 1    | 5      | 3   | 13  | -10   | 14,28 %    |
| 26 | Danemark             | 23    | 0      | 3    | 20     | 12  | 73  | -61   | 0 %        |
| 27 | Écosse               | 7     | 1      | 0    | 6      | 6   | 13  | -7    | 14,28 %    |
| 28 | Émirats arabes unis  | 3     | 2      | 0    | 1      | 3   | 2   | +1    | 66,67 %    |
| 29 | Espagne              | 10    | 1      | 2    | 7      | 6   | 15  | -9    | 10 %       |
| 30 | Estonie              | 7     | 3      | 3    | 1      | 10  | 4   | +6    | 42,85 %    |
| 31 | États-Unis           | 7     | 2      | 2    | 3      | 9   | 12  | -3    | 28,57 %    |
| 32 | Finlande             | 14    | 4      | 3    | 7      | 15  | 21  | -6    | 28,57 %    |
| 33 | France               | 15    | 0      | 4    | 11     | 12  | 42  | -30   | 0 %        |
| 34 | Géorgie              | 1     | 1      | 0    | 0      | 3   | 1   | +2    | 100 %      |
| 35 | Ghana                | 1     | 0      | 1    | 0      | 2   | 2   | 0     | 0 %        |
| 36 | Grèce                | 3     | 1      | 0    | 2      | 3   | 4   | -1    | 33,33 %    |
| 37 | Guatemala            | 1     | 1      | 0    | 0      | 1   | 0   | +1    | 100 %      |
| 38 | Honduras             | 1     | 1      | 0    | 0      | 2   | 0   | +2    | 100 %      |
| 39 | Hongrie              | 12    | 3      | 1    | 8      | 12  | 24  | -12   | 25 %       |
| 40 | Îles Féroé           | 14    | 13     | 0    | 1      | 25  | 8   | +17   | 92,85 %    |
| 41 | Inde                 | 1     | 1      | 0    | 0      | 3   | 0   | +3    | 100 %      |
| 42 | Indonésie            | 1     | 1      | 0    | 0      | 4   | 1   | +3    | 100 %      |
| 43 | Iran                 | 1     | 0      | 0    | 1      | 0   | 1   | -1    | 0 %        |
| 44 | Irlande du Nord      | 7     | 4      | 0    | 3      | 7   | 7   | 0     | 57,14 %    |
| 45 | Israël               | 6     | 1      | 3    | 2      | 12  | 12  | 0     | 16,67 %    |
| 46 | Italie               | 2     | 1      | 1    | 0      | 2   | 0   | +2    | 50 %       |
| 47 | Japon                | 3     | 0      | 0    | 3      | 3   | 8   | -5    | 0 %        |
| 48 | Kazakhstan           | 2     | 1      | 1    | 0      | 3   | 0   | +3    | 50 %       |
| 49 | Kosovo               | 4     | 2      | 0    | 2      | 6   | 6   | 0     | 50 %       |
| 50 | Koweït               | 7     | 2      | 4    | 1      | 4   | 3   | +1    | 28,57 %    |
| 51 | Lettonie             | 7     | 2      | 3    | 2      | 12  | 12  | 0     | 28,57 %    |
| 52 | Liechtenstein        | 11    | 8      | 2    | 1      | 35  | 6   | +29   | 72,72 %    |
| 53 | Lituanie             | 5     | 2      | 2    | 1      | 6   | 2   | +4    | 40 %       |
| 54 | Luxembourg           | 9     | 4      | 4    | 1      | 12  | 9   | +3    | 44,44 %    |
| 55 | Macédoine du Nord    | 6     | 1      | 2    | 3      | 5   | 9   | -4    | 16,67 %    |
| 56 | Malte                | 15    | 11     | 1    | 3      | 33  | 10  | +23   | 73,33 %    |
| 57 | Mexique              | 5     | 0      | 2    | 3      | 1   | 6   | -5    | 0 %        |
| 58 | Moldavie             | 2     | 2      | 0    | 0      | 5   | 1   | +4    | 100 %      |
| 59 | Monténégro           | 3     | 2      | 0    | 1      | 5   | 2   | +3    | 66,67 %    |
| 60 | Nigeria              | 2     | 1      | 0    | 1      | 3   | 2   | +1    | 50 %       |
| 61 | Norvège              | 30    | 7      | 5    | 18     | 30  | 58  | -28   | 23,3 %     |
| 62 | Ouganda              | 1     | 0      | 1    | 0      | 1   | 1   | 0     | 0 %        |
| 63 | Pays-Bas             | 13    | 2      | 1    | 10     | 7   | 37  | -30   | 15,38 %    |
| 64 | Pays de Galles       | 9     | 1      | 2    | 6      | 8   | 19  | -11   | 11,11 %    |
| 65 | Pérou                | 1     | 0      | 0    | 1      | 1   | 3   | -2    | 0 %        |
| 66 | Pologne              | 7     | 0      | 2    | 5      | 7   | 15  | -8    | 0 %        |
| 67 | Portugal             | 5     | 0      | 1    | 4      | 5   | 12  | -7    | 0 %        |
| 68 | Qatar                | 2     | 0      | 2    | 0      | 3   | 3   | 0     | 0 %        |
| 69 | République d'Irlande | 8     | 1      | 2    | 5      | 7   | 16  | -9    | 12,5 %     |
| 70 | Roumanie             | 5     | 1      | 1    | 3      | 2   | 11  | -9    | 20 %       |
| 71 | Russie               | 6     | 1      | 1    | 4      | 2   | 8   | -6    | 16,67 %    |
| 72 | Saint-Marin          | 1     | 1      | 0    | 0      | 1   | 0   | +1    | 100 %      |
| 73 | Salvador             | 1     | 1      | 0    | 0      | 1   | 0   | +1    | 100 %      |
| 74 | Slovaquie            | 7     | 1      | 1    | 5      | 9   | 16  | -7    | 14,28 %    |
| 75 | Slovénie             | 4     | 1      | 0    | 3      | 7   | 15  | -8    | 25 %       |
| 76 | Suède                | 17    | 2      | 3    | 12     | 18  | 39  | -21   | 11,76 %    |
| 77 | Suisse               | 8     | 0      | 1    | 7      | 6   | 21  | -15   | 0 %        |
| 78 | Tchécoslovaquie      | 5     | 0      | 1    | 4      | 3   | 11  | -8    | 0 %        |
| 79 | Tchéquie             | 6     | 2      | 0    | 4      | 8   | 12  | -4    | 33,33 %    |
| 80 | Trinité-et-Tobago    | 1     | 0      | 0    | 1      | 0   | 2   | -2    | 0 %        |
| 81 | Tunisie              | 1     | 0      | 0    | 1      | 1   | 3   | -2    | 0 %        |
| 82 | Turquie              | 15    | 8      | 3    | 4      | 26  | 18  | +8    | 53,33 %    |
| 83 | Ukraine              | 5     | 1      | 2    | 2      | 5   | 5   | 0     | 20 %       |
| 84 | Union soviétique     | 8     | 0      | 3    | 5      | 4   | 15  | -11   | 0 %        |
| 85 | Venezuela            | 1     | 1      | 0    | 0      | 1   | 0   | +1    | 100 %      |
|    | Total                | 497   | 143    | 98   | 256    | 557 | 849 | -292  | 28,77 %    |

### Rencontres non-officielles
| N° | Adversaire                   | Joués | Gagnés | Nuls | Perdus | BP | BC | Diff. | % Victoire |
| -- | ---------------------------- | ----- | ------ | ---- | ------ | -- | -- | ----- | ---------- |
| 1  | Allemagne de l'Est olympique | 2     | 1      | 0    | 1      | 2  | 3  | -1    | 50 %       |
| 2  | Angleterre amateur           | 1     | 0      | 0    | 1      | 2  | 3  | -1    | 0 %        |
| 3  | Autriche amateur             | 1     | 0      | 0    | 1      | 3  | 4  | -1    | 0 %        |
| 4  | Danemark olympique           | 2     | 0      | 1    | 1      | 3  | 5  | -2    | 0 %        |
| 5  | Espagne olympique            | 2     | 0      | 1    | 1      | 4  | 6  | -2    | 0 %        |
| 6  | France B                     | 2     | 0      | 1    | 1      | 0  | 1  | -1    | 0 %        |
| 7  | Grande-Bretagne              | 2     | 0      | 0    | 2      | 0  | 10 | -10   | 0 %        |
| 8  | Groenland                    | 2     | 2      | 0    | 0      | 5  | 1  | +4    | 100 %      |
| 9  | Îles Féroé                   | 11    | 10     | 1    | 0      | 39 | 5  | +34   | 90,91 %    |
| 10 | Indonésie                    | 1     | 1      | 0    | 0      | 6  | 0  | +6    | 100 %      |
| 11 | Italie olympique             | 2     | 0      | 0    | 2      | 0  | 5  | -5    | 0 %        |
| 12 | Norvège olympique            | 4     | 1      | 1    | 2      | 5  | 6  | -1    | 25 %       |
| 13 | Pays-Bas amateur             | 1     | 1      | 0    | 0      | 4  | 3  | +1    | 100 %      |
| 14 | Pays-Bas olympique           | 2     | 0      | 1    | 1      | 2  | 3  | -1    | 0 %        |
| 15 | Portugal olympique           | 2     | 0      | 0    | 2      | 1  | 3  | -2    | 0 %        |
| 16 | République d'Irlande amateur | 1     | 0      | 0    | 1      | 2  | 3  | -1    | 0 %        |
| 17 | Union soviétique olympique   | 2     | 0      | 0    | 2      | 0  | 3  | -3    | 0 %        |
| 18 | Uruguay B                    | 1     | 0      | 0    | 1      | 1  | 2  | -1    | 0 %        |
|    | Total                        | 41    | 16     | 6    | 19     | 79 | 66 | +13   | 39,02 %    |

### Adversaires les plus fréquents
L'équipe islandaise a joué au moins 10 matchs officiellement comptabilisés par la FIFA contre 14 équipes nationales, toutes européennes. Elle a un bilan positif contre 4 d'entre elles (Malte, les Îles Féroé, la Turquie et le Liechtenstein). Les liens historiques et culturels ont permis la multiplication des rencontres face à la Suède, à la Norvège et au Danemark.
L'adversaire le plus fréquent de l'Islande est la Norvège, affrontée à 30 reprises depuis 1947. Si les deux nations se sont beaucoup affrontées en amical (18 matchs depuis le premier, disputé en 1947 plus une rencontre disputée dans le cadre du Championnat nordique 2001, la seule édition disputée par l'Islande), elles se sont également rencontrées lors de trois campagnes de qualification pour une Coupe du monde (1974, 2010 et 2014) ainsi que lors de deux phases de qualification pour l'Euro (1988 et 2012). Les sélections olympiques islandaises et norvégiennes se sont par ailleurs affrontées à l'occasion des éliminatoires pour les tournois olympiques de 1960 et 1976, bien que les matchs entre sélections olympiques ne figurent pas dans les statistiques officielles de la FIFA.
| Adversaire         | Joués | Victoires | Matchs nuls | Défaites | Buts pour | Buts contre | Différence |
| ------------------ | ----- | --------- | ----------- | -------- | --------- | ----------- | ---------- |
| Norvège            | 30    | 7         | 5           | 18       | 30        | 58          | -28        |
| Danemark           | 23    | 0         | 3           | 20       | 12        | 73          | -61        |
| Suède              | 17    | 2         | 3           | 12       | 18        | 39          | -21        |
| France             | 15    | 0         | 4           | 11       | 12        | 42          | -30        |
| Malte              | 15    | 11        | 1           | 3        | 33        | 10          | +23        |
| Turquie            | 15    | 8         | 3           | 4        | 26        | 18          | +8         |
| Finlande           | 14    | 4         | 3           | 7        | 15        | 21          | -6         |
| Îles Féroé         | 14    | 13        | 0           | 1        | 25        | 8           | +17        |
| Belgique           | 13    | 0         | 0           | 13       | 8         | 44          | -36        |
| Pays-Bas           | 13    | 2         | 1           | 10       | 7         | 37          | -30        |
| Hongrie            | 12    | 3         | 1           | 8        | 12        | 24          | -12        |
| Allemagne de l'Est | 11    | 1         | 1           | 9        | 5         | 26          | -21        |
| Liechtenstein      | 11    | 8         | 2           | 1        | 35        | 6           | +29        |
| Espagne            | 10    | 1         | 2           | 7        | 6         | 15          | -9         |

### Classement FIFA
L'Islande a connu son meilleur classement FIFA en février 2018 et mars 2018 en atteignant la 18e place. Son plus mauvais classement est une 131e place entre avril 2012 et juin 2012. Au niveau européen, les variations sont similaires avec un classement compris entre la 12e place (juillet 2017, février 2018 et mars 2018) et la 47e place (entre avril 2012 et juin 2012).
| Année               | 1993 | 1994 | 1995 | 1996 | 1997 | 1998 | 1999 | 2000 | 2001 | 2002 | 2003 | 2004 | 2005 | 2006 | 2007 | 2008 | 2009 | 2010 | 2011 | 2012 | 2013 | 2014 | 2015 | 2016 | 2017 | 2018 | 2019 | 2020 | 2021 | 2022 | 2023 | 2024 |
| ------------------- | ---- | ---- | ---- | ---- | ---- | ---- | ---- | ---- | ---- | ---- | ---- | ---- | ---- | ---- | ---- | ---- | ---- | ---- | ---- | ---- | ---- | ---- | ---- | ---- | ---- | ---- | ---- | ---- | ---- | ---- | ---- | ---- |
| Classement mondial  | 47   | 39   | 50   | 60   | 72   | 64   | 43   | 50   | 52   | 58   | 58   | 93   | 94   | 93   | 90   | 83   | 92   | 112  | 104  | 90   | 49   | 33   | 36   | 21   | 22   | 37   | 39   | 46   | 62   | 63   | 71   | 70   |
| Classement européen | 25   | 22   | 29   | 29   | 31   | 32   | 28   | 28   | 27   | 31   | 29   | 38   | 39   | 41   | 41   | 37   | 40   | 45   | 43   | 40   | 26   | 21   | 25   | 12   |      |      | 24   | 27   | 31   | 30   | 34   | 33   |

| Légende du classement mondial :  | de 1 à 50 | de 51 à 100 | plus de 100 |
| Légende du classement européen : | de 1 à 25 | de 26 à 40  | plus de 40  |